# Pyrenaria microphylla
Pyrenaria microphylla är en tvåhjärtbladig växtart som beskrevs av Pitard. Pyrenaria microphylla ingår i släktet Pyrenaria och familjen Theaceae. Inga underarter finns listade i Catalogue of Life.